# Cargolia
Cargolia là một chi bướm đêm thuộc họ Geometridae.